# Thomas Herschmiller
Thomas Herschmiller   (Comox, 6 d'abril de 1978) és un remer canadenc, ja retirat, guanyador d'una medalla olímpica.
El 2000 va prendre part en els Jocs Olímpics d'Estiu de Sydney, on fou setè en la prova del vuit amb timoner del programa de rem. Quatre anys més tard, als Jocs d'Atenes, guanyà la medalla de plata en la prova del quatre sense timoner del programa de rem. Formà equip amb Cameron Baerg, Jake Wetzel i Barney Williams.
En el seu palmarès també destaca una medalla d'or en el Campionat del Món de rem del 2003.